# Tete Montoliu
Vicenç Montoliu i Massana (28 de Março de 1933; 24 de Agosto de 1997), conhecido como Tete Montoliu, foi um pianista de jazz catalão. Tete era invisual de nascença, o que não o impediu de se tornar uma figura cimeira do jazz europeu e mesmo mundial, tendo tocado com muitos dos grandes nomes do jazz, e estilisticamente caracterizando-se por ter incorporado muitos dos aspetos estilísticos de alguns dos mais marcantes pianistas de jazz e do be-bop e hard-bop e com isso criado um estilo pessoal e próprio, marcado pela precisão técnica e sentido ritmico e melódico.

## Biografia
Tete Montoliu nasceu cego, no distrito de L´Eixample em Barcelona, cidade onde também faleceu. Foi o filho único de Vicenç Montoliu (um músico profissional) e de Àngela Massana, uma entusiasta de jazz, que encorajou o filho a estudar piano. A primeira experiência de  Montoliu com o piano teve lugar sob a supervisão de Enric Mas, na escola privada para cegos, que frequentava, entre 1939 e 1944, onde, com 7 anos, também aprendeu a ler e escrever música em Braille. Em 1944, a mãe de Montoliu tratou com Petri Palou para que este lhe desse lições formais de piano.
Entre 1946 e 1953 Montoliu estudou música no "Conservatori Superior de Música" de Barcelona, onde contactou também com músicos de jazz, e se familiarizou com o idioma em jam sessions. O seu interesse pelo jazz advém de dois factos, que o marcaram: ouvir frequentemente discos de Art Tatum e Duke Ellington e uma estadia de Don Byas, hospedado em sua casa. Durante a fase inicial da sua carreira, Montoliu foi particularmente influenciado pelo pianista americano Art Tatum, apesar de ter rapidamente desenvolvido um estilo próprio e distinto, caracterizado por uma grande sensibilidade musical e habilidade técnica. Montoliu começou a tocar profissionalmente em pubs e jam-sessions em Barcelona, onde foi notado por Lionel Hampton em 13 de Março de 1956. Assim Montoliu partiu em digressão com Hampton por Espanha e França e gravou "Jazz flamenco", iniciando uma prolífica carreira internacional.
Nos anos 60, Montoliu tocou em Nova Iorque nos EUA, em vários concertos, e estabeleceu uma colaboração com Elvin Jones e Richard Davis.  Na década seguinte apresentou-se repetidamente na Europa, consolidando a sua reputação musical como uma referência primordial do movimento Hard Bop.  Nos anos 80 tocou em numerosos concertos, colaborando com músicos importantes como Dexter Gordon, Johnny Griffin, George Coleman, Joe Henderson, Dizzy Gillespie, Chick Corea, Hank Jones, Roy Hargrove, Jerry Tilitz and Jesse Davis, entre muitos outros.
Montoliu fez muitas gravações, a solo e em trio ao longo da carreira, tendo mais de 60 álbuns publicados como líder, os quais, cobrem desde o jazz, seu principal idioma, até boleros, ritmos brasileiros, como bossa nova, mas especialmente Tom Jobim, e ritmos cubanos. São também em número muito elevado as gravações que fez com outros músicos, publicadas em disco na sua maioria, mas também algumas ainda inéditas. Em geral Tete Montoliu gravou para etiquetas europeias, mas "Lunch in L.A." (1979), que foi o único álbum gravado para uma editora americana, apresenta-o a solo e em trio, no seu auge. O número de concertos e apresentações públicas que fez, especialmente na europa, foi também em número muito elevado.
Tete Montoliu tornou-se uma figura mundial e fundamental do jazz, tendo-se expressado com igual facilidade nos idiomas do swing ao hard bop, sem desprezar a herança da sua origem espanhola e latina. Em 1996, pouco antes da sua morte, a Espanha homenageou Tete Montoliu pela sua carreira de 50 anos de jazz.